# جابه‌جاکننده چندتایی

شمای یک شیفت دهنده چندتایی چهار بیتی x نشان دهنده بیت ورودی و y نشان دهنده بیت خروجی است.

جابه‌جاکننده چندتایی یا شیفت دهنده بشکه‌ای (به انگلیسی: Barrel shifter)، مداری دیجیتالی است که عملیات شیفت منطقی چند بیتی را در یک کلاک ساعت یا سیگنال ساعت انجام می‌دهد. شیفت دهنده بشکه‌ای یک قطعه اساسی از واحد پردازش مرکزی در کامپیوترهای مدرن است.